# Joseph Othmar von Rauscher
Joseph Othmar Ritter von Rauscher  (né le 6 octobre 1797 à Vienne  et mort le 24 novembre 1875 à Vienne) est un cardinal autrichien  du XIXe siècle. 

## Biographie
Von Rauscher commence sa carrière comme aumônier à Hütteldorf. Il est élu évêque de Seckau en 1849. Rauscher est promu archevêque de Vienne en 1853. Il est un proche de l'archiduchesse Sophie, mère de l'empereur. L'année suivante, il préside la messe de mariage de l'empereur François-Joseph Ier et de la duchesse Elisabeth en Bavière. 
Le pape Pie IX le crée cardinal lors du consistoire du 17 décembre 1855. Il participe au concile de Vatican I en 1869-1870.

## Sources
- Fiche sur le site fiu.edu